# 어베인뮤직
어베인뮤직은 대한민국의 연예 기획사이다. 산하 레이블로 페임 레코즈를 두고 있다.

## 소속 연예인

### 현재 가수
- 드라코
- 하준석
- 75번지 (김한결, 견진현, 황희, 최승호)
- 덕환
- 이삭(ISHXRK)
- 치로

### 과거 가수
- 드라마틱스
- 5NL (김동균, 한켠, 주련, 성철)
- 울랄라세션
- 매드클라운